# Katalog stron WWW
Katalog stron WWW – usługa informacyjna (najczęściej darmowa) świadczona w ramach infrastruktury World Wide Web, polegająca na udostępnianiu informacji o wybranych stronach i serwisach internetowych oraz dokumentach sieciowych. Katalogi stron WWW pełnią funkcję hipertekstowych przewodników po wyselekcjonowanych zasobach informacyjnych Internetu. Jest to jeden z rodzajów organizacji adresów i kategoryzacji stron internetowych. Moderowane ręcznie zbiory adresów internetowych, grupowane tematycznie. W katalogach autorzy stron lub inne osoby zgłaszają stronę, zazwyczaj z krótkim opisem, po czym zostaje ona, zwykle po przejrzeniu, wpisana na listę pod danym hasłem. Największym katalogiem był istniejący w latach 1998–2017 DMOZ, tworzony przez ochotników.

## Historia
Katalogi stron WWW były rozwijane od lat 90. dwudziestego wieku. Funkcjonowały jako przewodniki po zasobach sieciowych, które często były przekształcane do portali internetowych lub włączane do ich struktury. Duża część katalogów stron WWW działa jednak jako autonomiczne sieciowe systemy informacyjne. Za pierwszy katalog stron WWW uznaje się opracowany przez Tima Bernersa-Lee serwis The World Wide Web Virtual Library (http://vlib.org/), który uruchomiono w Genewie (CERN) w 1991 roku. Jest to katalog stron o charakterze ogólnym. Jego zawartość jest opracowywana przez wolontariuszy, którzy na podstawie przydzielonych zakresów tematycznych wyszukują reprezentatywne i wartościowe strony internetowe i opracowują ich prostą charakterystykę. Zbiór informacyjny tego serwisu jest zorganizowany w szesnastu kategoriach tematycznych, które obejmują m.in.: biblioteki i informacja, edukacja, ekonomia, rolnictwo, sztuka. W ramach głównych kategorii tematycznych wyodrębniono działy szczegółowe, w których zamieszczono opisy wybranych zasobów sieciowych. Serwis udostępnia interfejs użytkownika w języku angielskim, chińskim, francuskim i hiszpańskim, jednak przeważającą część kolekcji stanowią anglojęzyczne zasoby sieciowe. Obecnie, serwis jest rzadko aktualizowany, co powoduje mały przyrost kolekcji oraz brak weryfikacji aktualności odesłań.
Do ogólnych katalogów stron należał Open Directory Project (DMOZ). Został uruchomiony w 1998 roku przez firmę Netscape. W momencie zamknięcia w 2017 roku był własnością korporacji America Online (AOL). DMOZ był rozwijany dzięki wolontariuszom (ok. 100 tysięcy). W 2013 roku jego zasoby wynosiły ponad 5 milionów wpisów. DMOZ rejestrował zasoby sieciowe w ponad 70 językach. Polskie zasoby sieciowe w katalogu to były ponad 60 tysięcy stron internetowych. Kolekcja DMOZ była uporządkowana w 16 kategoriach tematycznych, które wraz z podkategoriami oraz ich alternatywnymi wersjami językowymi dają łącznie ponad milion działów. Polskie zasoby Internetu w DMOZ były uporządkowane w 13 kategoriach tematycznych (biznes, dom, gry, komputery, kultura i sztuka, leksykon, media, nauka i edukacja, sport, społeczeństwo, wypoczynek, zakupy, zdrowie), które podlegają dalszemu podziałowi. Wyodrębniono również osobną kategorię z odesłaniami do stron dla dzieci i młodzieży. Możliwy był również dostęp do wyselekcjonowanych zasobów polskiego Internetu według kryterium geograficznego, któremu odpowiadają nazwy województw. Zasoby DMOZ były udostępniane na otwartych licencjach (CC-BY 3.0) w postaci aplikacji internetowej oraz kolekcji danych (pliki RDF). DMOZ został zamknięty 17 marca 2017 roku z powodu wycofania się wsparcia ze strony AOL. We wrześniu 2017 roku pojawił się nieedytowalny mirror DMOZ pod adresem dmoztools.net i została zapowiedziana, a po jakimś czasie uruchomiona kontynuacja projektu w pełnej wersji pod nazwą Curlie w domenie curlie.org, a następnie został uruchomiony drugi nieedytowalny mirror strony ODP w czerwcu 2018 roku pod adresem odp.org.
W 1994 roku Jerry Young i David Filo udostępnili sieciowych przewodnik po zasobach internetowch pt. Jerry’s guide to the world wide web. W tym samym roku zmieniono jego nazwę na Yahoo!, który obecnie jest jednym z największych portali internetowych oraz dostawców usług informacyjnych w Internecie. Yahoo! posiada ponad 60 wersji językowych (w tym polską), z których tylko część posiadała własne katalogi. W 2009 roku zamknięto katalogi wersji francuskiej, niemieckiej, włoskiej i hiszpańskiej i tym samym podstawowym katalogiem portalu jest wersja anglojęzyczna. Obok podstawowych funkcji selekcji i filtrowania zasobów sieciowych, Yahoo! jest również narzędziem komercyjnym. Dopuszcza odpłatne zamieszczanie wpisów w katalogu w celu promocji serwisów internetowych.

### Polska
Polskie portale udostępniające katalogi stron WWW to m.in. Gazeta.pl, Interia, Onet.pl, Wirtualna Polska.
W 1992 roku z inicjatywy Rafała Maszkowskiego powstał pierwszy w Polsce katalog stron znajdujących się w polskim Internecie, późniejsze „Polskie Zasoby Sieciowe” (w jego skład wchodziły „Lokalne Zasoby Sieciowe”). Dane przedstawione były wówczas w postaci tekstowej. Rok później w związku z rozprzestrzenieniem się standardu HTML – obsługiwał już linki hipertekstowe. „Polskie Zasoby Sieciowe” zakończyły swoją działalność w roku 1998.
W 1995 powstał katalog „Wirtualna Polska”, przekształcony w portal Wirtualna Polska.
W 1996 powstał katalog „Polskie Zasoby Internetu”, założony przez firmę Optimus. Przekształcony w portal Onet.pl.

## Typy katalogów
- Katalogi globalne
- Katalogi (spisy, listy) katalogów
- Katalogi regionalne
- Katalogi tematyczne
- Katalogi wielotematyczne (ogólne)

## Adresy katalogów

### Globalne
- Excite – pierwotnie katalog stron i wyszukiwarka[10], w późniejszym czasie portal internetowy[11].

### Polskie
- katalog.mistrzu.com – jeden z najstarszych polskich katalogów stron internetowych założony w 2002 roku
- Gwiazdor – polski katalog stron internetowych działający nieprzerwanie od 2004 roku
- ZnajdeFirme.pl – przykład katalogu firmowych stron internetowych